# 에리크 캉토나
에리크 다니엘 피에르 캉토나(프랑스어: Éric Daniel Pierre Cantona, 1966년 5월 24일~)는 프랑스의 축구 선수, 배우이다.

## 클럽 경력
1990년대 맨체스터 유나이티드의 전성기를 이끌었다. '유나이티드의 신(神)'이라고 불릴 만큼 아직까지 맨체스터 유나이티드 팬들의 사랑을 받고 있으며, 조지 베스트가 이끌던 시대 이후로 명성이 많이 퇴색했던 맨체스터 유나이티드를 축구계의 강팀으로 다시 되살린 인물로 기억되고 있다. 우스갯 소리로 '영국인이 사랑하는 유일한 프랑스인'이라고도 부른다.

## 국가대표 경력
국가대표에서 캉토나는 세계에서 가장 운이 없는 축구선수로 꼽힌다. 그가 출전한 두 개의 FIFA 월드컵 모두 최약체와의 경기를 망쳐서 조 3위로 탈락했다.
1990년 FIFA 월드컵에 출전해, 유고슬라비아, 키프로스, 스코틀랜드, 노르웨이 등 그리 어렵지 않은 조편성이 되었다. 그러나 약체 키프로스와 비기는 등의 졸전으로 조 3위로 지역예선 탈락했다. 8전 0승 1무 7패의 키프로스의 유일한 무승부를 프랑스가 기록하면서 승점이 부족해 탈락한 것이다.
1994년 FIFA 월드컵은 더욱 가관이었다. 아무도 패하지 않은 상대인 이스라엘에게 유일하게 패해 역시 지역예선 탈락했다. 지난 대회에서는 최약체와 비겨서 탈락이었지만 이번에는 최약체에게 져서 탈락이었다. 이 당시 이스라엘의 전적은 10전 1승 3무 6패였는데 프랑스는 이스라엘을 파리 홈으로 불러들여 2-3으로 패하고 말았다. 이게 원인이 되어 또 승점 1점이 모자라서 탈락했다.
이렇게 에리크 캉토나는 운이 나쁘게도 저 유명한 명성과는 달리 월드컵 본선에 진출한 적이 없다.
다른 국제대회에서는 UEFA 유로 1992에 단 한 번 출전했으며 잉글랜드, 스웨덴, 덴마크라는 쉽지 않은 조편성이 되었다. 여기서 프랑스는 스웨덴, 잉글랜드와 비겼으나 덴마크에게 져서 조별리그 탈락했다. 에리크 캉토나는 UEFA 유럽 축구 선수권 대회 역시 본선에 진출했다는 차이만 있을 뿐 조기 탈락을 한 것은 똑같았다.

## 일화
캉토나는 다혈질적인 성격으로 유명했고, 이로 인해서 대표팀 감독과 마찰이 많았다. 캉토나의 성격을 잘 드러내는 것은 악명 높은 이단 옆차기(일명 쿵푸킥) 사건이다. 1995년 1월 프리미어리그 크리스털 팰리스와의 원정 경기에서 상대팀의 거친 플레이에 대응해서 고의성 짙은 보복성 반칙을 저질러 퇴장을 당하게 된다. 홈팀이었던 크리스털 팰리스 관중들은 그에게 야유를 퍼부었고 그는 야유를 심하게 보내는 관중 한명에게 광고판을 뛰어넘어 이단 옆차기를 정통으로 날렸다. 이 장면은 많은 사람들에게 충격을 주었고, 캉토나는 이와 관련하여 2주간 감옥에 갇히는 실형까지 선고받았으며 120시간의 사회 봉사 활동, 9개월의 출장 정지를 당했다. 퇴장 후의 인터뷰도 역시 그의 기행(奇行)을 잘 드러내며 사람들의 입에 오르내린다. 기자 회견장에 들어온 캉토나는 의자에 앉아서 다음과 같은 말을 느릿느릿 차분하게 말했다고 한다. "갈매기들이 고깃배를... 따라오는 이유는... 어부들이 정어리를... 바다에 버릴 것을 ... 알기 때문이다." ("When the seagulls... follow the trawler... it's because they think... sardines will be thrown... into the sea") 그는 몰려든 사람들을 어안이 벙벙하게 한 채로 자리에서 일어나서 회견장을 나가버렸다고 한다.
사람들은 출장 정지가 끝난 후 캉토나가 다른 리그로 이적할 것이라 예상했지만, 그는 알렉스 퍼거슨 감독의 설득을 받아들여 팀에 잔류하기로 결정했다. 출장 정지가 끝나자마자 출장한 리버풀과의 경기에서 페널티 킥으로 득점을 하기도 하는 등, 맨체스터 유나이티드가 다시 한 번 리그 우승을 차지하는 데 큰 기여를 했다. 특히 그해 FA컵 결승에서 결승골을 터뜨려서 맨체스터가 두 번째 더블(리그 우승과 FA컵 우승을 동시에 차지하는 것)을 이루는 데 핵심적인 역할을 했다.
데이비드 베컴과 폴 스콜스는 맨체스터 유나이티드에 처음 입단할 당시 에리크 캉토나 때문에 공포에 질린 생활을 해야만 했다. 베컴과 스콜스는 맨유 초창기 시절, 캉토나에게 매일같이 구타 가혹행위를 당했다.

## 선수 은퇴 이후
축구 선수 은퇴 이후, 여러 편의 영화에 출연하기도 했다. 특히 나이키의 축구 관련 광고에서는 카메오로 자주 등장한다.
2011년 미국 프로축구 메이저 리그 사커 진출을 계획하고 있는 뉴욕 코스모스 축구단의 단장직에 취임하여 2012년까지 축구행정가로 활동하였다.

## 수상 내역

### 마르세유
- 쿠프 드 프랑스 (1): 1991
- 리그 1 (2): 1989, 1991

### 몽펠리에 HSC
- 쿠프 드 프랑스 (1): 1990

### 리즈 유나이티드
- 풋볼 리그 1부 (1): 1991-92 시즌
- 채러티 실드 (1): 1992

### 맨체스터 유나이티드
- 프리미어리그 (4): 1992-93, 1993-94, 1995-96, 1996-97
- FA컵 (2): 1993-94, 1995-96
- 채러티 실드 (3): 1993, 1994, 1996

### 개인
PFA 올해의 축구 선수1993-1994
FWA 올해의 축구 선수1995-1996
리그 1 올해의 루키1987년
PFA 올해의 팀1993-94
BBC 스포츠 선정 이달의 골 2회1994년 2월, 1996년 12월
프리미어리그 이달의 선수1996년 3월
프리미어리그 도움왕 2회1992-93, 1996-97
맷 버스비 맨유 올해의 선수 2회1993-94, 1995-96
프리미어리그 10주년 기념 베스트팀 선정 (1992-93/2001-02)
프리미어리그 10주년 기념 최고의 외국인 선수 선정(1992/93-2001/02)
ESM 올해의 팀1995-96
발롱도르 3위1993년
옹즈도르 1위1996년
FIFA 100 선정2004년